# Narancsbőr – Az Orbán-vagyonok nyomában
Narancsbőr – Az Orbán-vagyonok nyomában Ferenczi Krisztina 2014-ben megjelent könyve. A könyv Magyarországon a Tény Kiadó, illetve a Tény 2014 Kft. gondozásában jelent meg.

## Tartalom
A könyv Orbán Viktor és a Fidesz körül kialakult vagyonosodásokat veszi górcső alá. Ahogy a könyv összefoglalójában szerepel: 

„Ez a történet első ránézésre arról szól, miként válhatott dúsgazdaggá néhány ember kizárólag azért, mert barátja, ismerőse, rokona a 2010-ben kétharmaddal miniszterelnökké választott Orbán Viktornak. Van köztük gázszerelő, autóvillamossági szerelő, van ebben a történetben minden: fatolvajlás, bizonyíték arra, hogy a miniszterelnök újsütetű vejének családja hogyan irtotta szisztematikusan a fát mások területéről, van benne egykori főhercegségi majorság, van benne stadion, karnyújtásnyira a miniszterelnök háztól, kisvasút és földek, földek temérdek mennyiségben, pár kézben összpontosulva. Jó kis krimi. És van benne más is: benne van, hogy az újsütetű nagyurak miként bánnak azokkal, akik kevésbé újsütetűek és kevésbé nagyurak. Benne van, hogyan lehet másokat megalázni. Benne van, hogyan lehet előre megfontolt szándékkal, aljas indokból kibabrálni velük. Benne van, hogyan lehet őket még kiszolgáltatottabbá tenni, végül sárba tiporni. Benne van, hogyan lehet őket egyetlen kézlegyintéssel elintézni, mintha csak legyet csapdosnának. Ez a történet nem csak néhány ember dúsgazdaggá válásáról szól és arról, hogyan süvegelik őket, hanem a 2010-es évek Magyarországáról: miként lehet állami vezérlettel újfeudális viszonyokat kialakítani, hogyan lehet átjátszani itt, az orrunk előtt egy egész térséget egy-két ember kezébe, akiknek az élén ott áll maga a miniszterelnök, Orbán Viktor, a legfőbb kegyúr, aki enkezével süt tojásrántottát az arra érdemes fideszes képviselő-jelölteknek felcsúti birodalmában. Nincs fölmentésük. Mindent láttunk.”